# 일부보험
일부보험이란 보험가액을 일부만을 부보(附保)하여 보험금액이 보험가액에 미달되는 경우로 보험금액과 보험가액이 동액인 경우인 전부보험의 반대개념이다. 이 경우에 보험사고가 발생하면 보험자가 지급할 금액은 보험금액의 보험가액에 대한 비율에 따라 보상할 책임을 진다.

## 전부멸실
일부보험의 경우 보험의 목적이 전부멸실 했다면 보험자는 약정한 보험금액(7천만원)을 지급하면 족하다.

## 일부멸실
일부멸실의 경우인데, 상법은 보험자가 보험금액의 보험가액에 대한 비율에 따라 손해를 보상하는 것을 원칙으로 하고 있다(비례부담의 원칙 : 제674조 본문). 만약 손해액이 5천만원이라면 보험자는 원칙적으로 3천5백만원을 보상하면 되는 것이다.